# Bourgnac
Bourgnac est une commune française située dans le département de la Dordogne, en région Nouvelle-Aquitaine.

## Géographie

### Généralités
Dans le quart sud-ouest  du département de la Dordogne, la commune de Bourgnac est située en vallée de la Crempse. Traversée par le 45e parallèle nord, elle est de ce fait située à égale distance du pôle Nord et de l'équateur terrestre (environ 5 000 km). C'est une commune rurale qui était incluse jusqu'en 2019 dans l'aire urbaine de Mussidan. 
Elle est bordée au nord-est par la Crempsoulie, affluent de la Crempse.
En rive gauche de la Crempse et en bordure de la route départementale (RD) 38, le minuscule bourg de Bourgnac se situe, en distances orthodromiques, trois kilomètres au sud-est du centre-ville de Mussidan et dix-neuf kilomètres au nord-nord-ouest de Bergerac.
La commune est également desservie par la RD 709. Elle est aussi traversée sur trois kilomètres par l'autoroute A89 dont l'échangeur-péage no 13 est situé à quatre kilomètres du bourg par la route.

### Communes limitrophes
Bourgnac est limitrophe de cinq communes.
| Mussidan   | Sourzac  |                      |
|            | Bourgnac | Issac                |
| Les Lèches |          | Église-Neuve-d'Issac |

### Géologie et relief

#### Géologie
Situé sur la plaque nord du Bassin aquitain et bordé à son extrémité nord-est par une frange du Massif central, le département de la Dordogne présente une grande diversité géologique. Les terrains sont disposés en profondeur en strates régulières, témoins d'une sédimentation sur cette ancienne plate-forme marine. Le département peut ainsi être découpé sur le plan géologique en quatre gradins différenciés selon leur âge géologique. Bourgnac est située dans le quatrième gradin à partir du nord-est, un plateau formé de dépôts siliceux-gréseux et de calcaires lacustres de l'ère tertiaire.
Les couches affleurantes sur le territoire communal sont constituées de formations superficielles du Quaternaire et de roches sédimentaires datant pour certaines du Cénozoïque, et pour d'autres du Mésozoïque. La formation la plus ancienne, notée c5d, date du Campanien 4, des calcaires crayo-marneux grisâtres et des calcaires graveleux bioclastiques à orbitoides. La formation la plus récente, notée CFp, fait partie des formations superficielles de type colluvions indifférenciées de versant, de vallon et plateaux issues d'alluvions, molasses, altérites. Le descriptif de ces couches est détaillé dans  les feuilles « no 782 - Mussidan » et « no 806 - Bergerac » de la carte géologique au 1/50 000 de la France métropolitaine, et leurs notices associées,.

Carte géologique de Bourgnac.

#### Relief et paysages
Le département de la Dordogne se présente comme un vaste plateau incliné du nord-est (491 m, à la forêt de Vieillecour dans le Nontronnais, à Saint-Pierre-de-Frugie) au sud-ouest (2 m à Lamothe-Montravel). L'altitude du territoire communal varie quant à elle entre 49 m au nord-ouest, en aval du lieu-dit la Forge, là où la Crempse quitte la commune pour entrer sur celle de Mussidan, et 158 m à l'extrême sud, à 200 mètres de la commune des Lèches.
Dans le cadre de la Convention européenne du paysage entrée en vigueur en France le 1er juillet 2006, renforcée par la loi du 8 août 2016 pour la reconquête de la biodiversité, de la nature et des paysages, un atlas des paysages de la Dordogne a été élaboré sous maîtrise d’ouvrage de l’État et publié en octobre 2020. Les paysages du département s'organisent en huit unités paysagères et 14 sous-unités. La commune fait partie du Périgord central, un paysage vallonné, aux horizons limités par de nombreux bois, plus ou moins denses, parsemés de prairies et de petits champs.
La superficie cadastrale de la commune publiée par l'Insee, qui sert de référence dans toutes les statistiques, est de 9,06 km2,,. La superficie géographique, issue de la BD Topo, composante du Référentiel à grande échelle produit par l'IGN, est quant à elle de 9,09 km2.

### Hydrographie

#### Réseau hydrographique
La commune est située dans le bassin de la Dordogne au sein du Bassin Adour-Garonne. Elle est drainée par la Crempse et la Crempsoulie et par trois petits cours d'eau, qui constituent un réseau hydrographique de 10 km de longueur totale,.
La Crempse, d'une longueur totale de 26,22 km, prend sa source à Beauregard-et-Bassac et se jette dans l'Isle en rive gauche à Mussidan, face à Saint-Front-de-Pradoux,. Elle traverse la commune d'est en ouest sur plus de trois kilomètres, se divisant en plusieurs bras.
La Crempsoulie, d'une longueur totale de 9,91 km, prend sa source à Saint-Jean-d'Estissac et se jette dans la Crempse en rive droite, en limite de Bourgnac et d'Issac,. Au nord-est, elle sert de limite communale naturelle sur près d'un kilomètre et demi face à Issac.

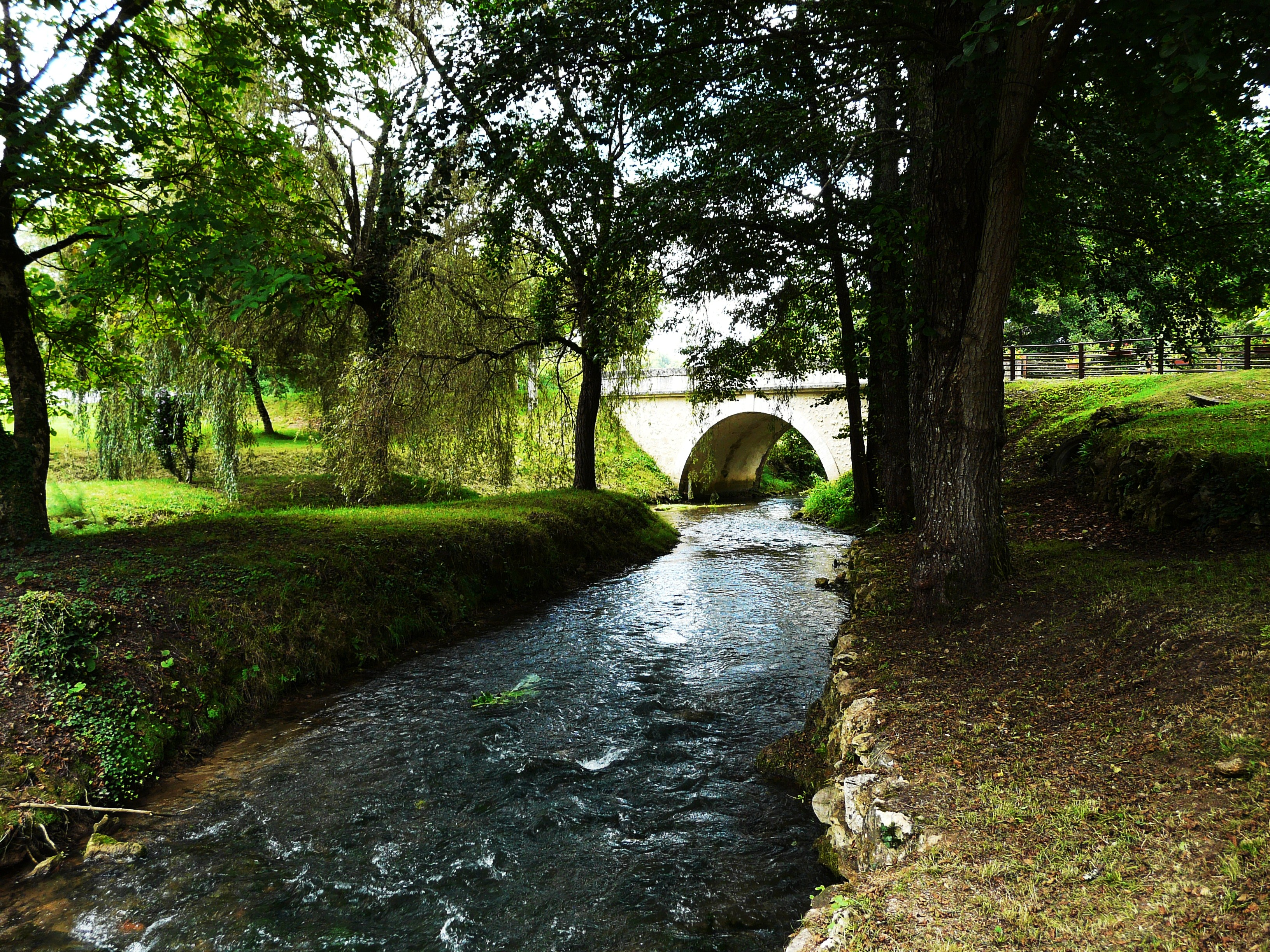
La Crempse en amont du pont de Bourgnac.
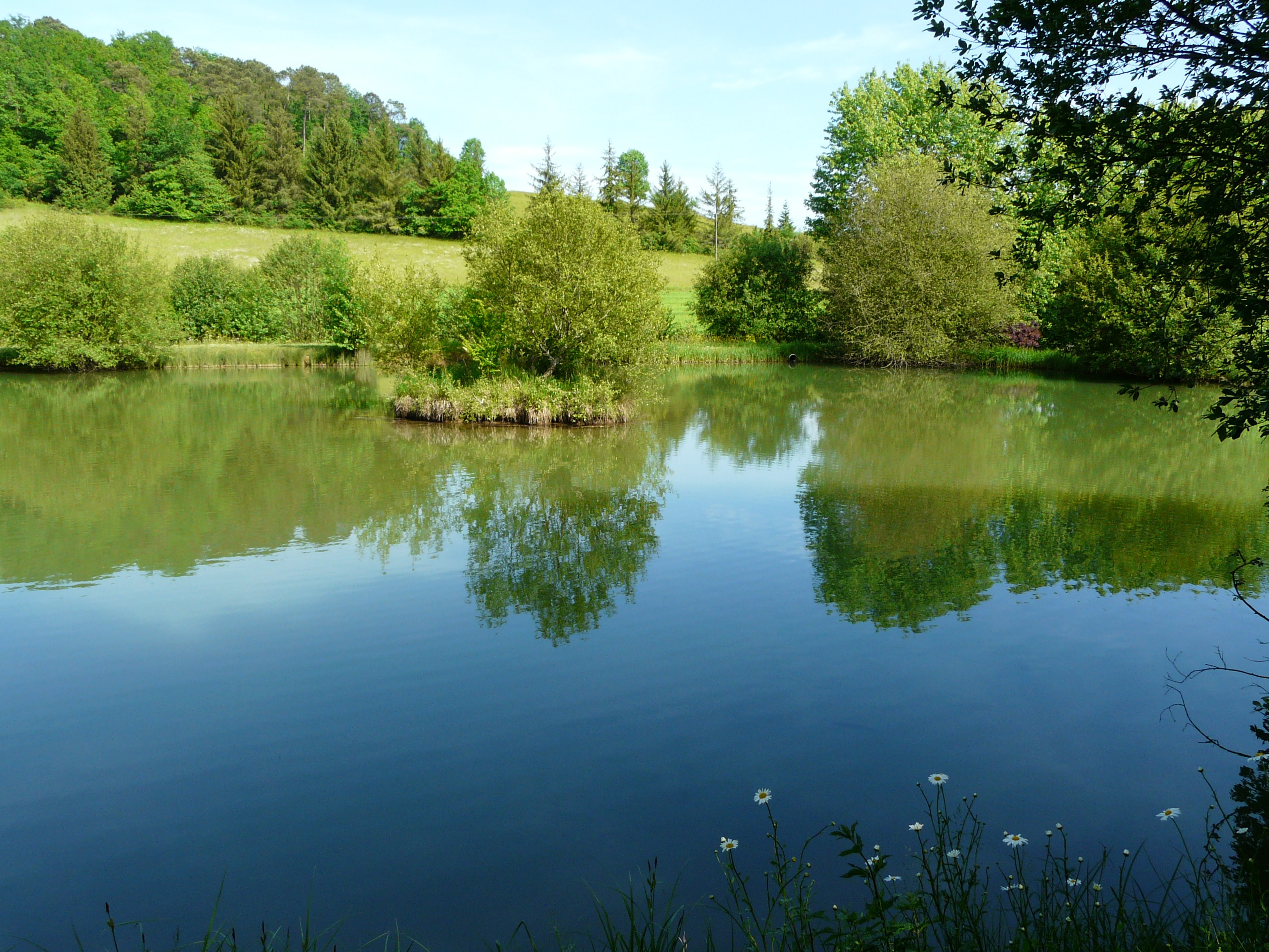
L'étang supérieur du Moulin blanc alimenté par la Crempsoulie.
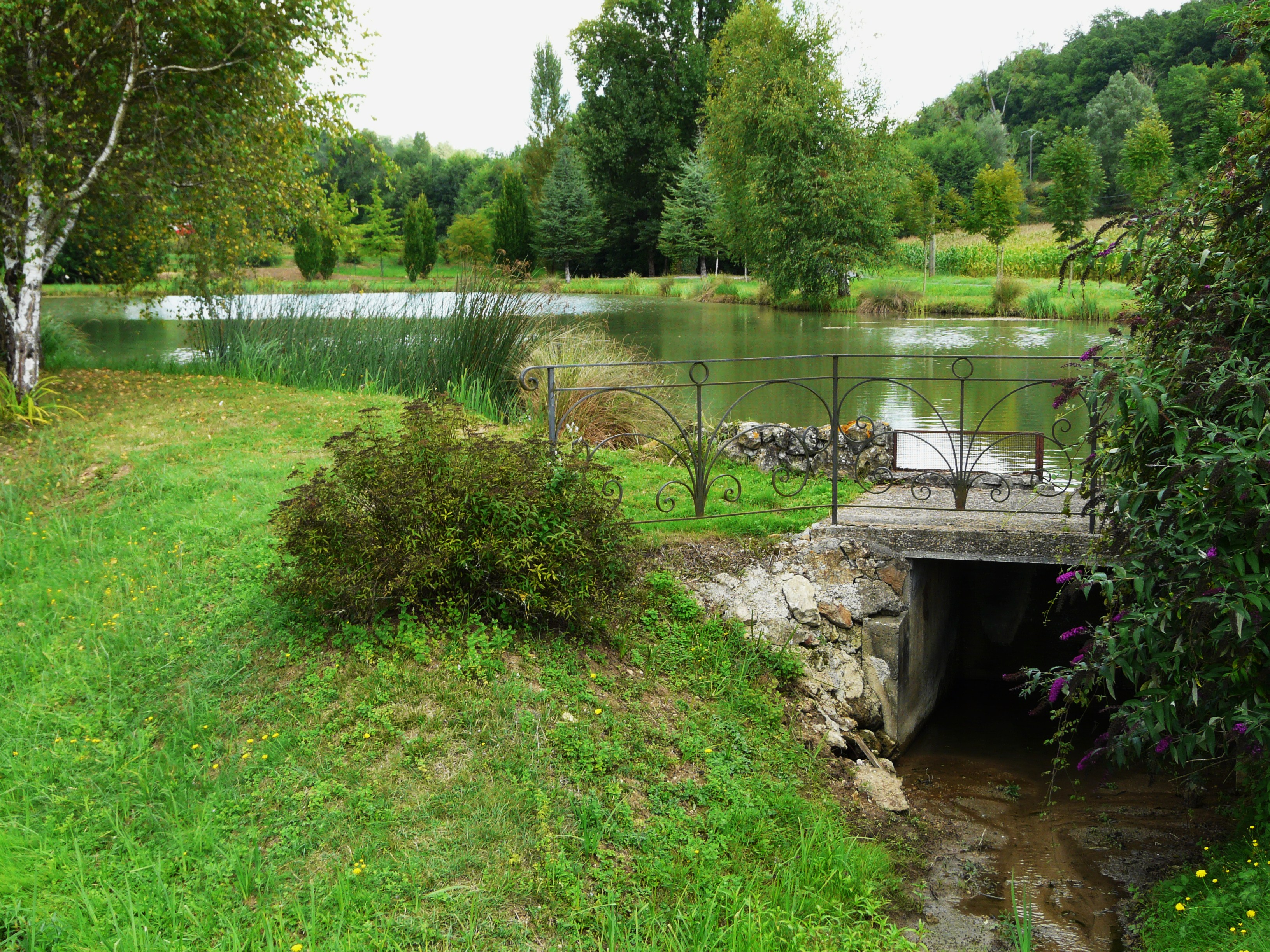
L'étang inférieur du Moulin blanc.
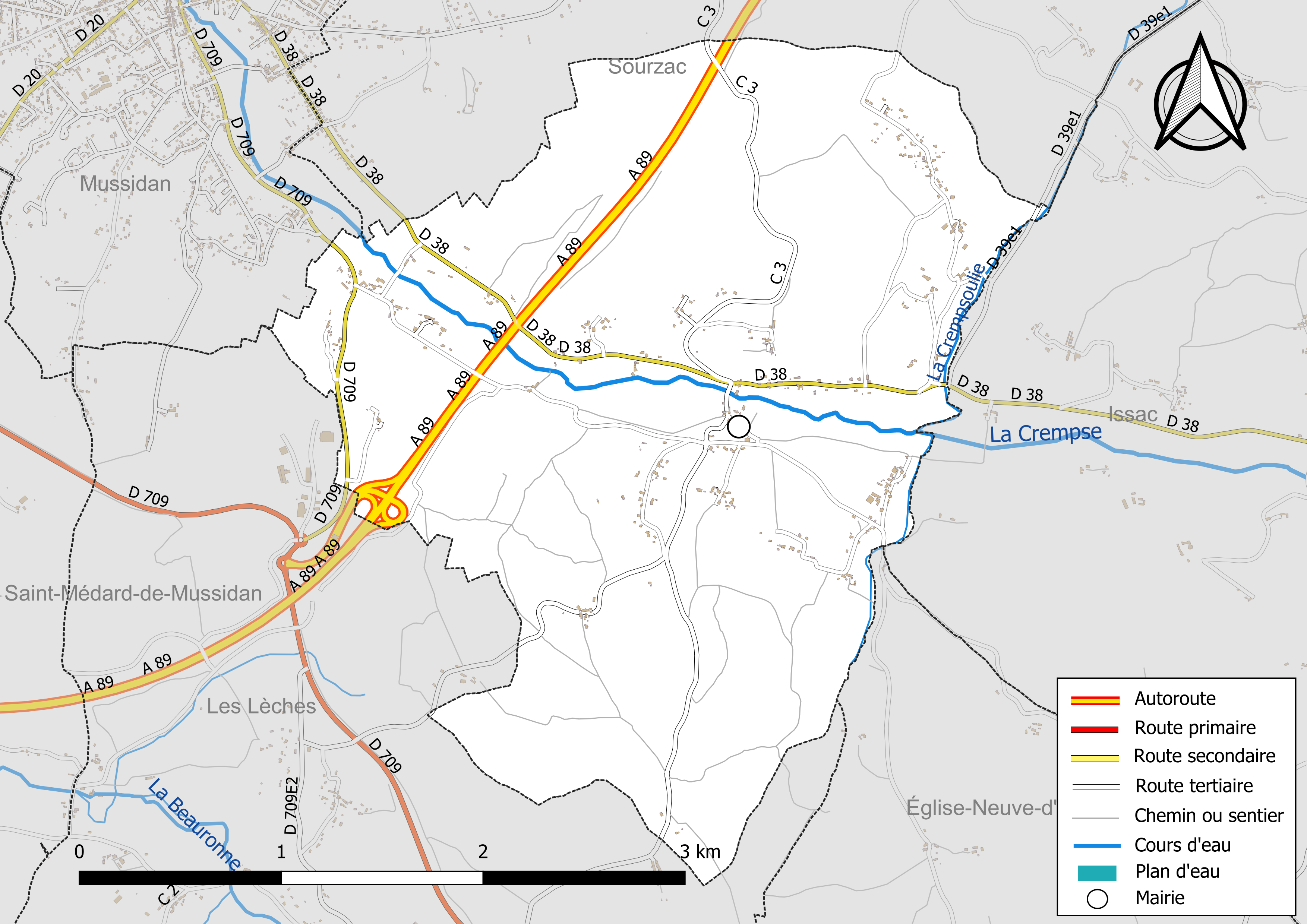
Réseaux hydrographique et routier de Bourgnac.

#### Gestion et qualité des eaux
Le territoire communal est couvert par le schéma d'aménagement et de gestion des eaux (SAGE) « Isle - Dronne ». Ce document de planification, dont le territoire regroupe les bassins versants de l'Isle et de la Dronne, d'une superficie de 7 500 km2, a été approuvé le 2 août 2021. La structure porteuse de l'élaboration et de la mise en œuvre est l'établissement public territorial de bassin de la Dordogne (EPIDOR). Il définit sur son territoire les objectifs généraux d’utilisation, de mise en valeur et de protection quantitative et qualitative des ressources en eau superficielle et souterraine, en respect des objectifs de qualité définis dans le troisième SDAGE  du Bassin Adour-Garonne qui couvre la période 2022-2027, approuvé le 10 mars 2022.
La qualité des eaux de baignade et des cours d’eau peut être consultée sur un site dédié géré par les agences de l’eau et l’Agence française pour la biodiversité.

### Climat
Pour des articles plus généraux, voir Climat de la Nouvelle-Aquitaine et Climat de la Dordogne.
Historiquement, la commune est exposée à un climat océanique aquitain.  
En 2020, Météo-France publie une typologie des climats de la France métropolitaine dans laquelle la commune est dans une zone de transition entre le climat océanique et le climat océanique altéré et est dans la région climatique  Aquitaine, Gascogne, caractérisée par une pluviométrie abondante au printemps, modérée en automne, un faible ensoleillement au printemps, un été chaud (19,5 °C), des vents faibles, des brouillards fréquents en automne et en hiver et des orages fréquents en été (15 à 20 jours).
Pour la période 1971-2000, la température annuelle moyenne est de 12,6 °C, avec  une amplitude thermique annuelle de 15,1 °C. Le cumul annuel moyen de précipitations est de 847 mm, avec 12,3 jours de précipitations en janvier et 6,7 jours en juillet. Pour la période 1991-2020, la température moyenne annuelle observée sur la station météorologique la plus proche, située sur la commune de Bergerac à 20 km à vol d'oiseau, est de 13,2 °C et le cumul annuel moyen de précipitations est de 792,9 mm,. Pour l'avenir, les paramètres climatiques de la commune estimés pour 2050 selon différents scénarios d’émission de gaz à effet de serre sont consultables sur un site dédié publié par Météo-France en novembre 2022.

## Urbanisme

### Typologie
Au 1er janvier 2024, Bourgnac est catégorisée commune rurale à habitat dispersé, selon la nouvelle grille communale de densité à 7 niveaux définie par l'Insee en 2022.
Elle est située hors unité urbaine et hors attraction des villes,.

### Occupation des sols
L'occupation des sols de la commune, telle qu'elle ressort de la base de données européenne d’occupation biophysique des sols Corine Land Cover (CLC), est marquée par l'importance des forêts et milieux semi-naturels (68,8 % en 2018), en diminution par rapport à 1990 (70 %). La répartition détaillée en 2018 est la suivante : 
forêts (68,8 %), zones agricoles hétérogènes (28,8 %), zones industrielles ou commerciales et réseaux de communication (1,6 %), prairies (0,7 %). L'évolution de l’occupation des sols de la commune et de ses infrastructures peut être observée sur les différentes représentations cartographiques du territoire : la carte de Cassini (XVIIIe siècle), la carte d'état-major (1820-1866) et les cartes ou photos aériennes de l'IGN pour la période actuelle (1950 à aujourd'hui).

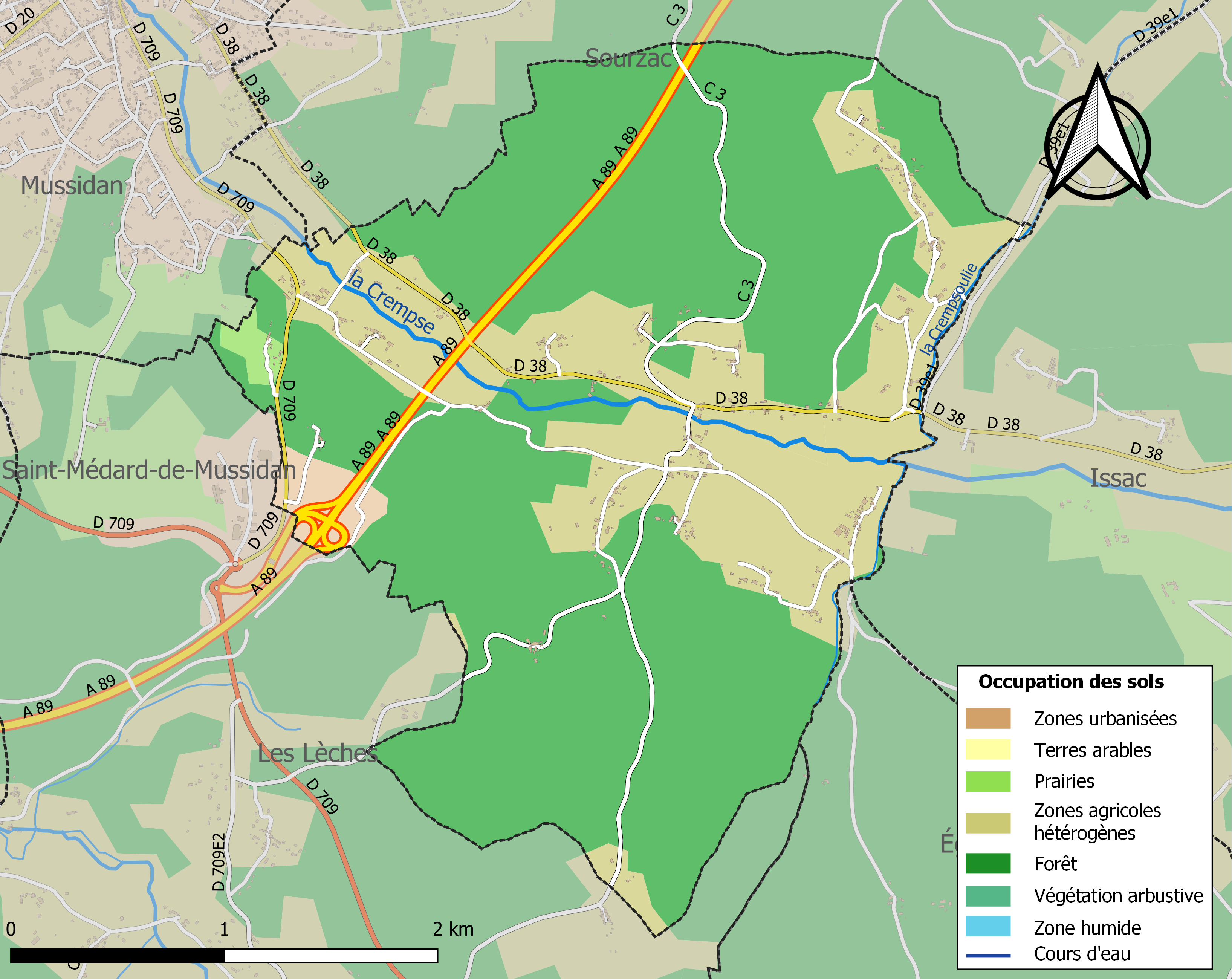
Carte des infrastructures et de l'occupation des sols de la commune en 2018 (CLC).

### Villages, hameaux et lieux-dits
Outre le petit bourg de Bourgnac proprement dit, le territoire se compose d'autres villages ou hameaux, ainsi que de lieux-dits :
- Baudène
- Bout du Vallat
- la Caze
- Chatonnie
- Chaupre
- Chervail
- Au Cœur
- Combas
- Combe du Renard
- le Couderc
- les Durands
- l'Eytanchou
- la Farge
- la Font Vieille
- Frontignac
- Geyrie
- Grand Bost
- la Lande
- Lavaure
- la Lèdre
- Leychatie
- le Maillet
- le Mas
- le Mayne
- Moulin Blanc
- la Nouzillère
- Peyrifol
- Rouchou
- le Terme
- la Veyssière de Monnerie
- Viaduc de la Crempse
- le Vignaud
- la Vigne.

### Prévention des risques
Le territoire de la commune de Bourgnac est vulnérable à différents aléas naturels : météorologiques (tempête, orage, neige, grand froid, canicule ou sécheresse), inondations, feux de forêts, mouvements de terrains et séisme (sismicité très faible). Il est également exposé à un risque technologique, le transport de matières dangereuses. Un site publié par le BRGM permet d'évaluer simplement et rapidement les risques d'un bien localisé soit par son adresse soit par le numéro de sa parcelle.

#### Risques naturels
Certaines parties du territoire communal sont susceptibles d’être affectées par le risque d’inondation par débordement de cours d'eau, notamment la Crempse. La commune a été reconnue en état de catastrophe naturelle au titre des dommages causés par les inondations et coulées de boue survenues en 1982, 1986 et 1999,.
Bourgnac est exposée au risque de feu de forêt. L’arrêté préfectoral du 14 mars 2013 fixe les conditions de pratique des incinérations et de brûlage dans un objectif de réduire le risque de départs d’incendie. À ce titre, des périodes sont déterminées : interdiction totale du 15 février au 15 mai et du 15 juin au 15 octobre, utilisation réglementée du 16 mai au 14 juin et du 16 octobre au 14 février. En septembre 2020, un plan inter-départemental de protection des forêts contre les incendies (PidPFCI) a été adopté pour la période 2019-2029,.

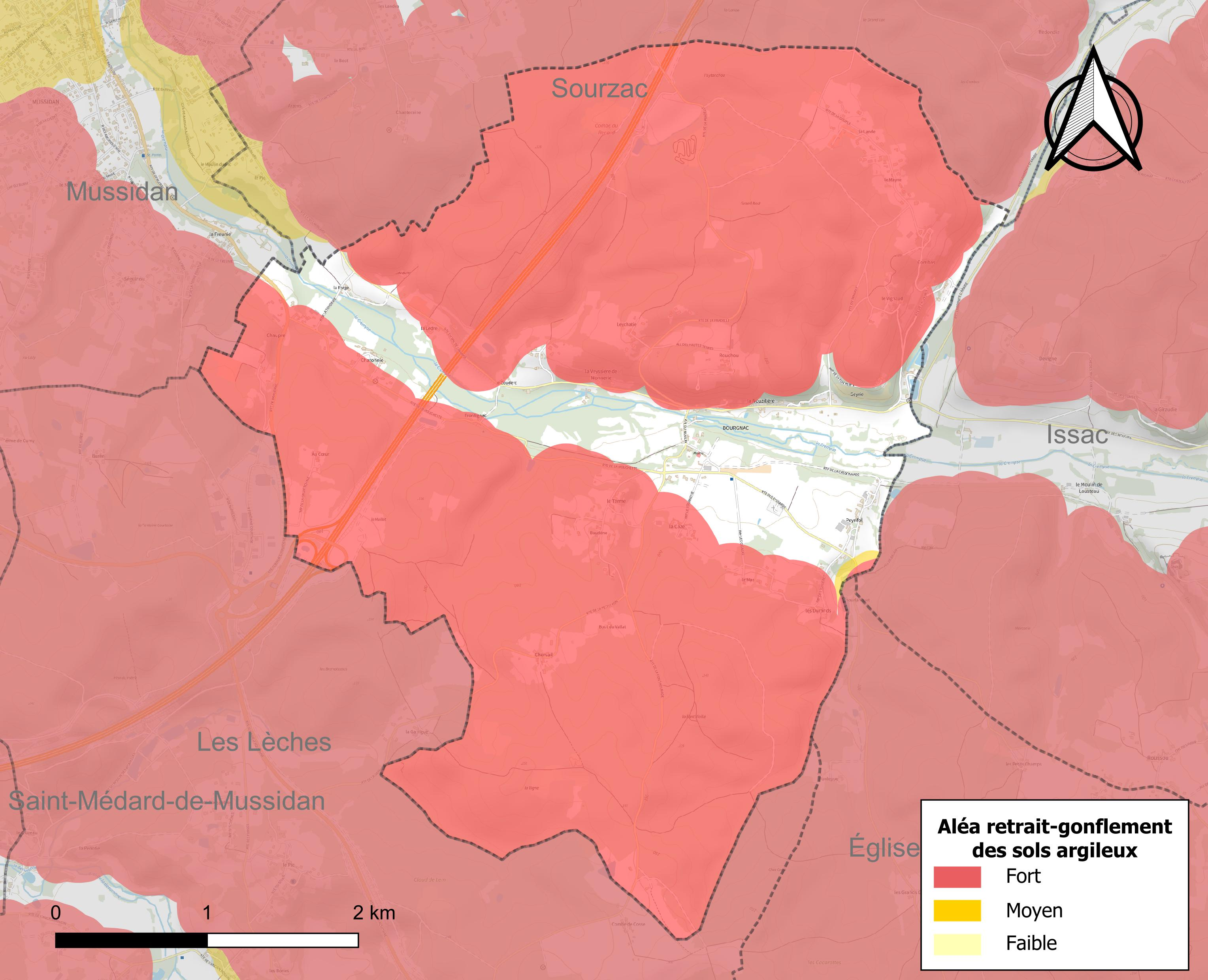
Carte des zones d'aléa retrait-gonflement des sols argileux de Bourgnac.

Les mouvements de terrains susceptibles de se produire sur la commune sont des tassements différentiels. Le retrait-gonflement des sols argileux est susceptible d'engendrer des dommages importants aux bâtiments en cas d’alternance de périodes de sécheresse et de pluie. 84,9 % de la superficie communale est en aléa moyen ou fort (58,6 % au niveau départemental et 48,5 % au niveau national métropolitain). Depuis le 1er octobre 2020, en application de la loi ÉLAN, différentes contraintes s'imposent aux vendeurs, maîtres d'ouvrages ou constructeurs de biens situés dans une zone classée en aléa moyen ou fort,.
La commune a été reconnue en état de catastrophe naturelle au titre des dommages causés par la sécheresse en 1992 et 1995 et par des mouvements de terrain en 1999.

## Toponymie
En occitan, la commune porte le nom de Bornhac.

## Histoire
Sur la carte de Cassini représentant la France entre 1756 et 1789, on trouve la graphie Bourgniac. C'est toujours sous cette forme qu'elle apparaît dans le bulletin des lois de mars 1829, signalant que la commune a été détachée du canton de Villamblard pour être rattachée à celui de Mussidan.

## Politique et administration

### Rattachements administratifs et électoraux
Dès 1790, la commune de Bourgnac est rattachée au canton des Leches qui dépend du district de Montpon, renommé en district de Mussidan, jusqu'en 1795, date de suppression des districts. Lorsque ce canton est supprimé par la loi du 8 pluviôse an IX (28 janvier 1801)  portant sur la « réduction du nombre de justices de paix », la commune est rattachée au canton de Montagnac dépendant de l'arrondissement de Bergerac. Le canton de Montagnac est ensuite renommé en canton de Villamblard l'année suivante, à la suite du transfert du chef-lieu de canton depuis Montagnac vers Villamblard. En 1829, la commune est transférée vers le canton de Mussidan, dépendant de l'arrondissement de Périgueux.
Dans le cadre de la réforme de 2014 définie par le décret du 21 février 2014, ce canton disparaît aux élections départementales de mars 2015. La commune est alors rattachée au canton de la Vallée de l'Isle.

### Intercommunalité
Fin 2002, Bourgnac intègre dès sa création la communauté de communes du Mussidanais en Périgord. Celle-ci disparaît au 31 décembre 2016, remplacée au 1er janvier 2017 par la communauté de communes Isle et Crempse en Périgord.

### Administration municipale
La population de la commune étant comprise entre 100 et 499 habitants au recensement de 2017, onze conseillers municipaux ont été élus en 2020,.

### Liste des maires
| Période                                  | Période      | Identité           | Étiquette | Qualité                          |
| ---------------------------------------- | ------------ | ------------------ | --------- | -------------------------------- |
| Les données manquantes sont à compléter. |              |                    |           |                                  |
|                                          |              |                    |           |                                  |
| 1965                                     | ?            | Guy-Marcel-Mathieu |           |                                  |
|                                          |              |                    |           |                                  |
| ?                                        | mars 2001    | Guy-Marcel-Mathieu |           |                                  |
| mars 2001                                | mars 2014    | Michel Prévôt      | SE        | Retraité de La Poste             |
| mars 2014                                | juillet 2020 | Bertrand Mathieu   | DVD       | Professionnel de la filière bois |
| juillet 2020                             | En cours     | Robert Aymard      |           |                                  |

### Jumelages

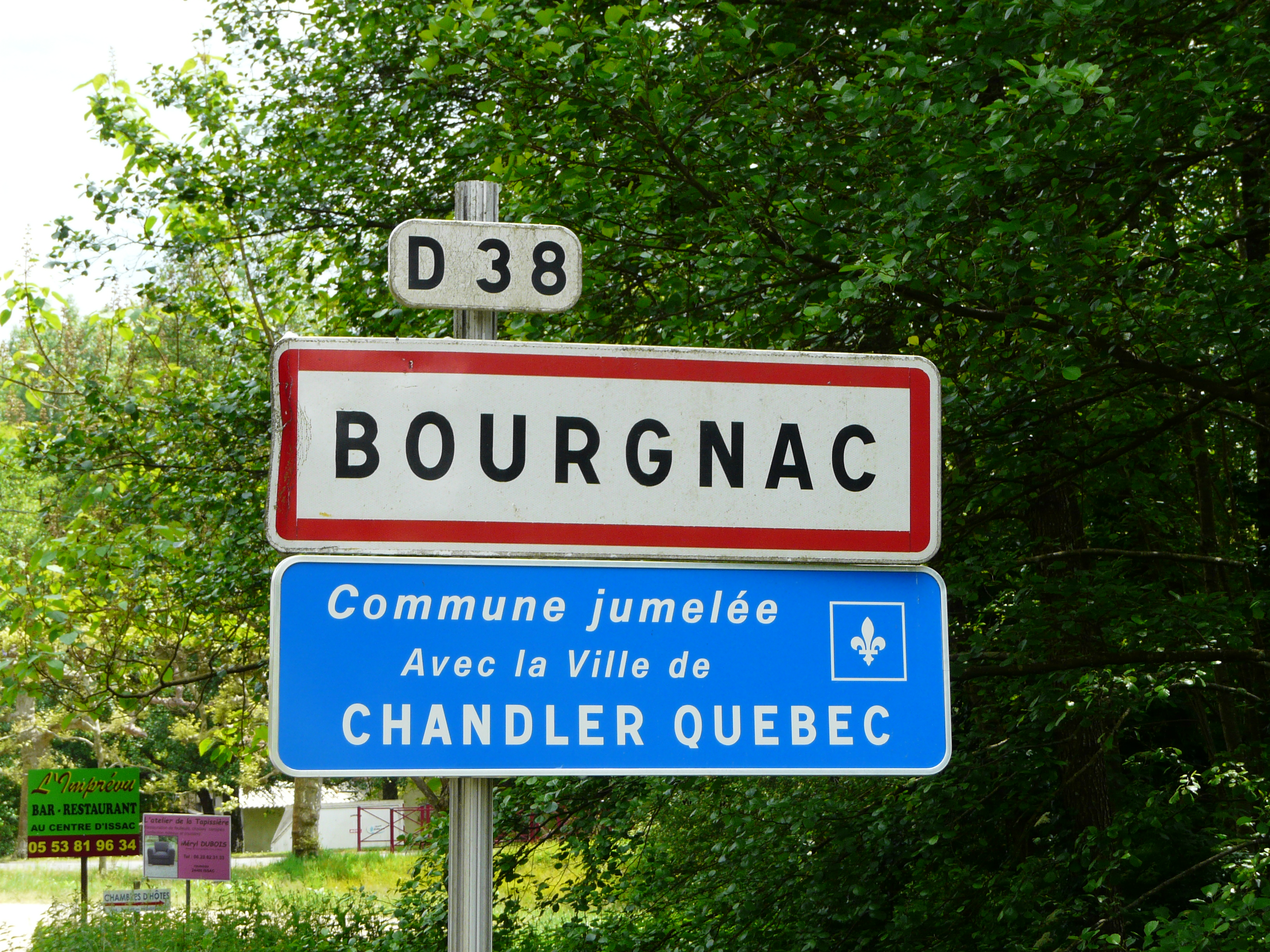
Panneau de jumelage de Bourgnac.

Chandler (Québec) (Canada) depuis septembre 2014

## Équipements et services publics

### Justice
Dans le domaine judiciaire, Bourgnac relève : 
- du tribunal judiciaire, du tribunal pour enfants, du conseil de prud'hommes et du tribunal de commerce de Périgueux ;
- du pôle Nationalité du tribunal judiciaire de Périgueux (compétent uniquement dans le domaine de la nationalité) ;
- de la cour d'appel, du tribunal administratif et de la  cour administrative d'appel de Bordeaux.

## Population et société

### Démographie
L'évolution du nombre d'habitants est connue à travers les recensements de la population effectués dans la commune depuis 1793. Pour les communes de moins de 10 000 habitants, une enquête de recensement portant sur toute la population est réalisée tous les cinq ans, les populations de référence des années intermédiaires étant quant à elles estimées par interpolation ou extrapolation. Pour la commune, le premier recensement exhaustif entrant dans le cadre du nouveau dispositif a été réalisé en 2007.

En 2022, la commune comptait 352 habitants, en évolution de +1,44 % par rapport à 2016 (Dordogne : +0,37 %, France hors Mayotte : +2,11 %).
| 1793 | 1800 | 1806 | 1821 | 1831 | 1836 | 1841 | 1846 | 1851 |
| ---- | ---- | ---- | ---- | ---- | ---- | ---- | ---- | ---- |
| 302  | 577  | 313  | 271  | 271  | 295  | 316  | 296  | 294  |

| 1856 | 1861 | 1866 | 1872 | 1876 | 1881 | 1886 | 1891 | 1896 |
| ---- | ---- | ---- | ---- | ---- | ---- | ---- | ---- | ---- |
| 313  | 469  | 464  | 426  | 434  | 378  | 407  | 422  | 407  |

| 1901 | 1906 | 1911 | 1921 | 1926 | 1931 | 1936 | 1946 | 1954 |
| ---- | ---- | ---- | ---- | ---- | ---- | ---- | ---- | ---- |
| 420  | 423  | 405  | 362  | 393  | 330  | 311  | 276  | 264  |

| 1962 | 1968 | 1975 | 1982 | 1990 | 1999 | 2006 | 2007 | 2012 |
| ---- | ---- | ---- | ---- | ---- | ---- | ---- | ---- | ---- |
| 298  | 309  | 263  | 250  | 287  | 295  | 298  | 298  | 332  |

| 2017 | 2022 | - | - | - | - | - | - | - |
| ---- | ---- | - | - | - | - | - | - | - |
| 343  | 352  | - | - | - | - | - | - | - |

## Économie

### Emploi
En 2015, parmi la population communale comprise entre 15 et 64 ans, les actifs représentent 156 personnes, soit 44,4 % de la population municipale. Le nombre de chômeurs (seize) a diminué par rapport à 2010 (vingt-six) et le taux de chômage de cette population active s'établit à 10,5 %.

### Établissements
Au 31 décembre 2015, la commune compte vingt-sept établissements, dont seize au niveau des commerces, transports ou services, six dans la construction, deux dans l'agriculture, la sylviculture ou la pêche, deux relatifs au secteur administratif, à l'enseignement, à la santé ou à l'action sociale, et un dans l'industrie.

## Culture locale et patrimoine

### Lieux et monuments
- Église Saint-Côme et Saint-Damien, avec chœur roman et nef néoromane
- Moulin de la Forge

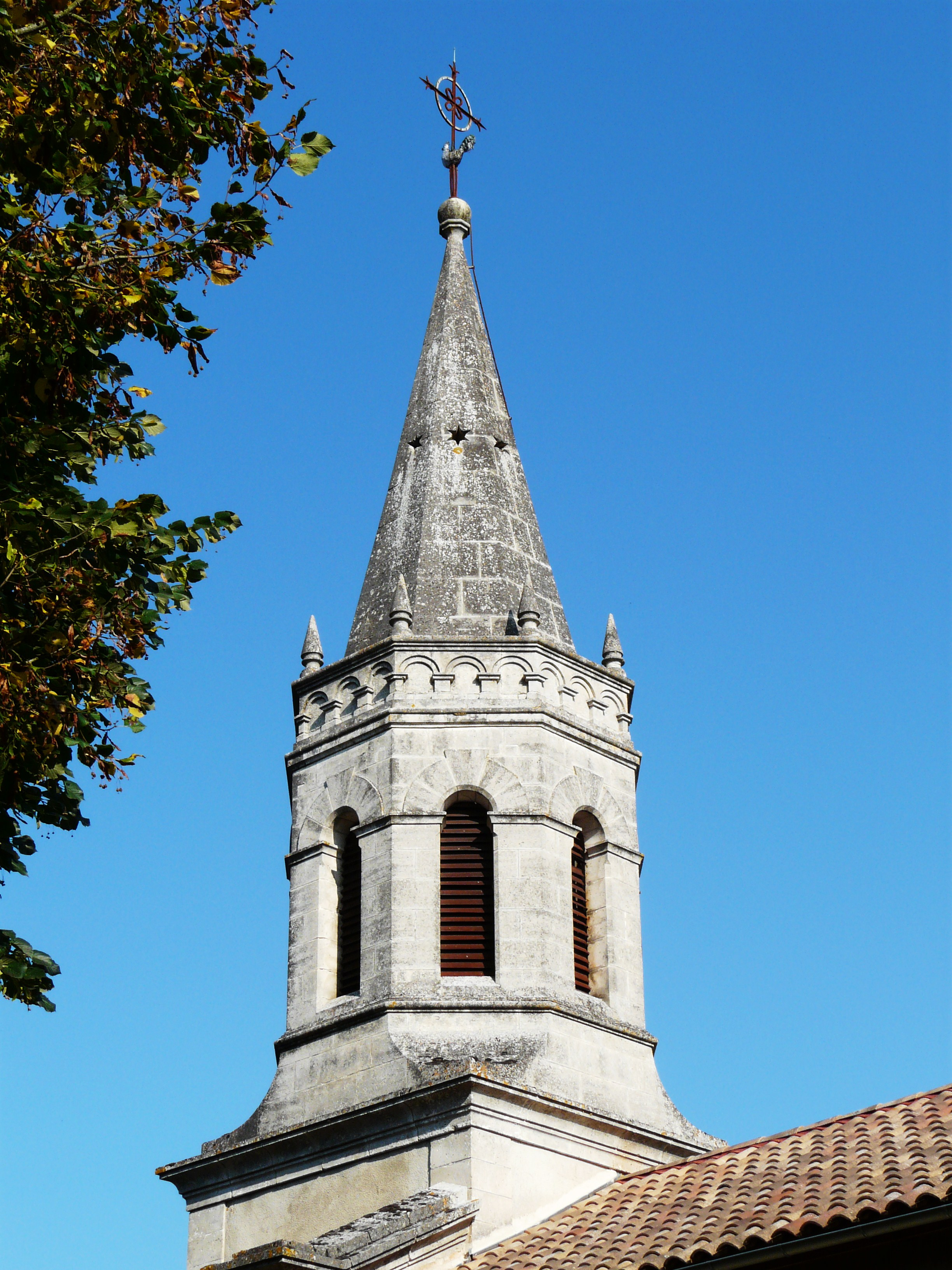
Le clocher de l'église.
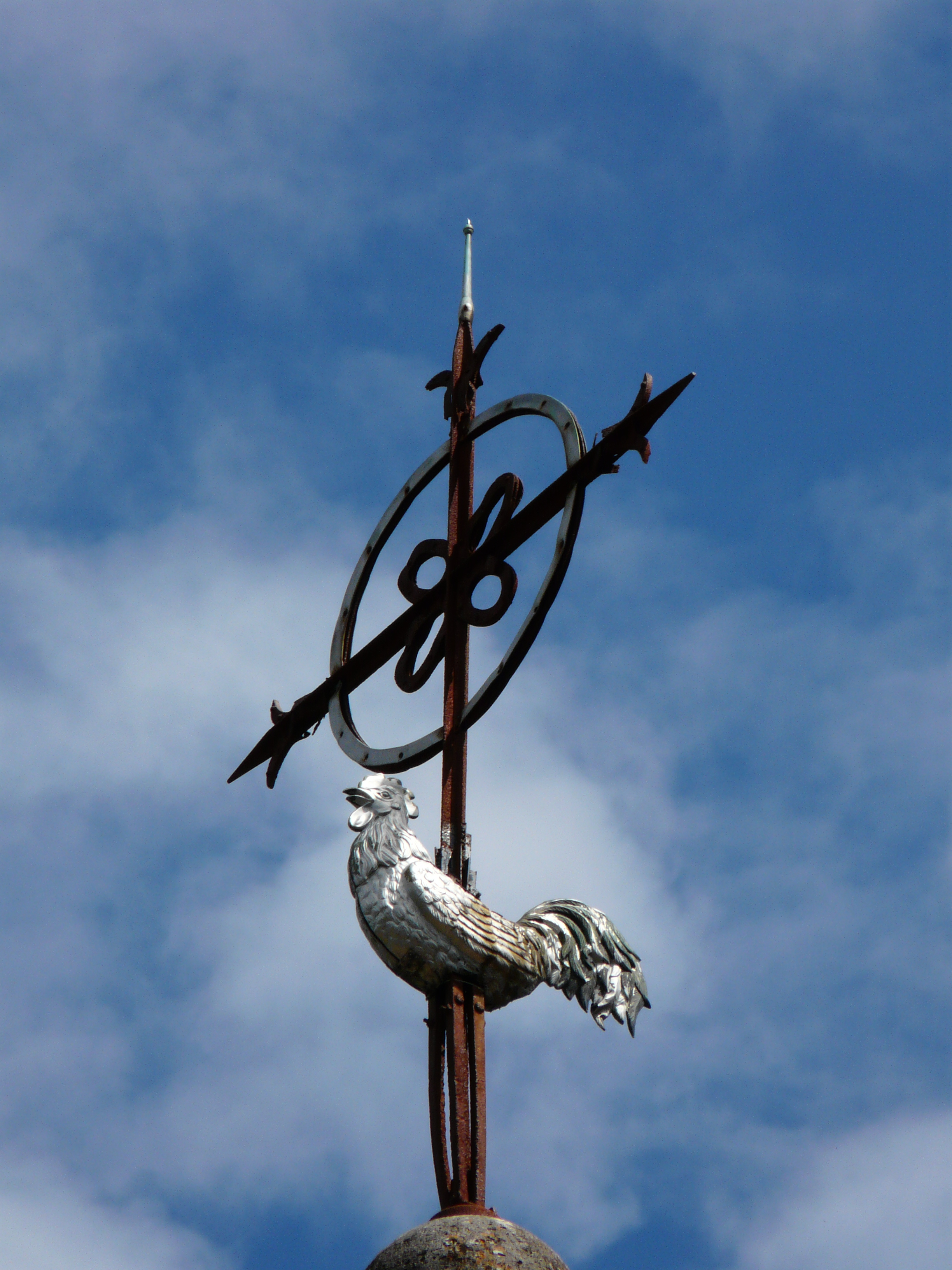
La croix qui coiffe le clocher de l'église.
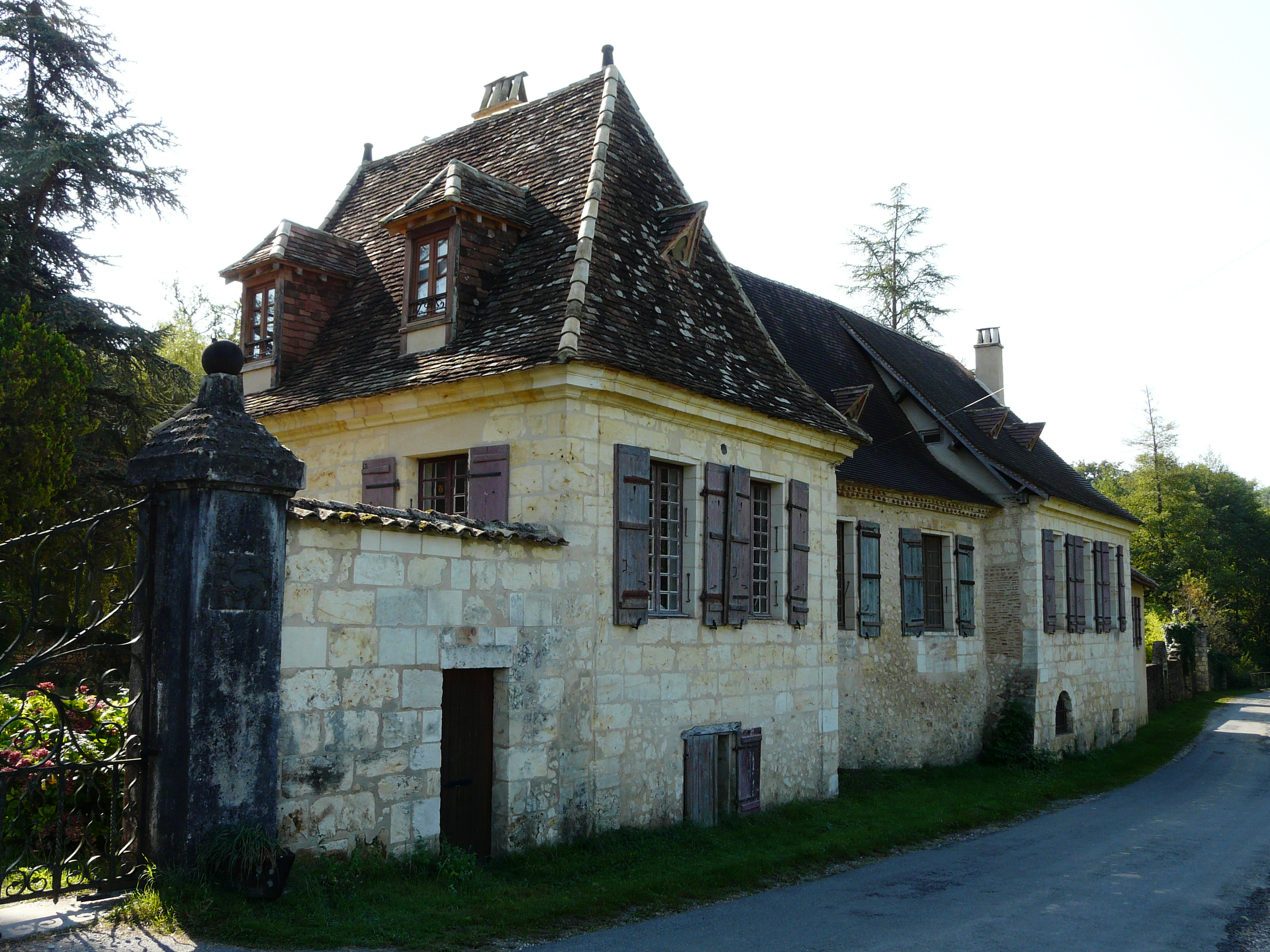
Le moulin de la Forge.

### Personnalités liées à la commune
- Jean-Georges Villepontoux (1884-1963) qui fut au XXe siècle une des grandes figures de la Banque de France, est né à Bourgnac.

## Pour approfondir